# Xã Chery, Quận Jerauld, South Dakota
Xã Chery (tiếng Anh: Chery Township) là một xã thuộc quận Jerauld, tiểu bang Nam Dakota, Hoa Kỳ. Năm 2010, dân số của xã này là 47 người.